# Far Fen
Far Fen fue una banda peruana de jazz rock que tuvo actividad durante 1969 y que posteriormente se convertiría en Black Sugar tras algunos cambios en su alineación. 

## Historia
La historia de la banda comienza cuando Coco Salazar, tras la disolución de Los Termit’s, su primera banda, fundó los Far Fen, el nombre de la banda hace alusión al órgano Farfisa y a los amplificadores Fender que tenían como únicos equipos amplificados. El grupo estaba en la misma onda de Santana, Blood, Sweat and Tears, Malo y Chicago. Su vocalista era Alfonso Escudero, hermano de Carlos Escudero, vocalista de Los Snacks. El saxofonista era Jorge Chávez. El percusionista "Challe" Silva. El director de la banda era Víctor "Coco" Salazar, que compartía labores de composición y arreglos con un tecladista que iba a los conciertos enfundado en zapatos blancos, pantalones acampanados, camisas hawaianas se trataba del tecladista Miguel "Chino" Figueroa. De Los Termit’s originales sólo continuaba Roberto Valdez en el bajo. Grabaron tres 45 r. p. m. para el sello Sono Radio. Durante ese año salieron a la venta los sencillos : "Ahora quedan solo cenizas" / "Lo que te falta es amor", "Lamento de verano" / "Camina, no vueles" y "Qué buen verano" / "China"  esta última original de Tito Puente. Durante un concierto en la Universidad Católica invitaron a cantar a Carlos "Pacho" Mejía, segunda guitarra y voz de Dr. Wheat, banda que por esas épocas acababa de disolverse. La interpretación que hizo Pacho de Stormy y Get Ready le gustó tanto a Víctor "Coco" Salazar que luego de finalizado el concierto se le acercó y le pidió que se quede en la banda para ocupar el lugar de Alfonso Escudero y así fueron incorporándose más músicos para luego cambiar de nombre y formar Black Sugar.

## Discografía

### Sencillos
- "Ahora quedan solo cenizas" / "Lo que te falta es amor" (Sono Radio 1969)
- "Lamento de verano / "Camina, no vueles" (Sono Radio 1969)
- "Qué buen verano" / "China" (Sono Radio 1969)